# 森田恭平
森田 恭平（もりた きょうへい、1984年2月6日 - ）は、日本の元ラグビー選手。現在ジャパンラグビーリーグワンコベルコ神戸スティーラーズのアシスタントコーチを務めている。

## プロフィール
- 大阪府豊中市出身。
- ポジションはスタンドオフ(SO)。
- 現役時代のサイズは身長 180 cm、体重 86 kg。
- 日本代表キャップは8。（2015年7月現在）
- ニックネームはモリタ。

## 略歴
8歳でラグビーを始め、大阪工大高校から法政大学経済学部に進学。法政大学ラグビー部在籍中の2004年にリーグ戦グループ6年ぶりの優勝に貢献し、スタンドオフとしては戦後最年少で日本代表のキャップを獲得した。
大学卒業後の2006年、神戸製鋼コベルコスティーラーズに加入。同年9月3日に行われたジャパンラグビートップリーグ第1節のサントリーサンゴリアス戦に先発出場して公式戦初出場を果たした。
しかし、大学4年時の脳震盪の影響で首の痛みが取れないこともあり、社会人になってからはなかなか思うようなプレーができなかった。
2016年、神戸製鋼コベルコスティーラーズを退団した。神戸製鋼に10年間在籍して、公式戦出場は通算47試合であった。